# Pirazolony

3-Pirazolon

Fenazon, przykładowy przedstawiciel tej grupy związków

Pirazolony – grupa związków organicznych, pochodnych pirazolu. Związki z tej grupy wykazują często silne działanie przeciwbólowe i przeciwgorączkowe (leki przeciwbólowe o działaniu przeciwgorączkowym, np. fenazon, propyfenazon i metamizol), a niektóre również przeciwzapalne (niesteroidowe leki przeciwzapalne, np. fenylobutazon). Zastosowanie domowe ogranicza silna toksyczność, zwłaszcza na szpik kostny, prowadząca przy długotrwałym stosowaniu do leukopenii i agranulocytozy.
Do pirazolonów zalicza się:
- fenazon
- aminofenazon
- propyfenazon
- metamizol
- azapropazon
- nifenazon
- fenylobutazon